# August von Pettenkofen
August Xaver Karl Ritter von Pettenkofen (født 10. maj 1822 i Wien, død 21. marts 1889 sammesteds) var en østrigsk maler og litograf.
Pettenkofen gik 1837—40 på Akademiet i Wien, studerede i Italien og Paris, hvor han påvirkedes af Meissonier. Pettenkofen vandt sig i Østrig et stort publikum ved sine mange genrebilleder, ofte små og af en Meissoniersk omhu og elegance i foredraget. Særlig hans skildringer af ungarsk soldater- og folkeliv sættes højt. Også portrætter findes af hans hånd. I Wiens Hofmuseum findes blandt mange andre: Rendez-vous, i Amsterdams Fodor-Museum fandtes blandt andet: Ungarske bønder på pustaen; andre findes i museet i Budapest, Berlins Nationalgalleri m. v.